# Elaine Pen
Elaine Pen (Leiden, 2 februari 1990) is een Nederlands ruiter.

## Achtergrond
Ook de ouders van Pen waren topruiters. Haar vader Wolter Pen was reserve bij de Olympische Zomerspelen 1972 en haar moeder Hélène Aubert won met het Nederlands dressuurteam zilver op het wereldkampioenschap en brons op het Europees kampioenschap. Naast de sport studeert Pen rechten aan de Universiteit Leiden.  

## Carrière
Pen plaatste zich met het paard Vira voor het onderdeel eventing van de Olympische Zomerspelen 2012. Tijdens de teamwedstrijd kwam ze ten val wat de eliminatie van het Nederlands team betekende. In 2014 reed Pen op de Wereldruiterspelen te Normandie individueel naar de 13e plaats. Hiermee was Pen de hoogst geplaatste Nederlander op dit WK. Met het team behaalde Pen (samen met Tim Lips, Merel Blom en Andrew Heffernan) een bronzen medaille.